# Trimma barralli
Trimma barralli är en fiskart som beskrevs av Winterbottom, 1995. Trimma barralli ingår i släktet Trimma och familjen smörbultsfiskar. Inga underarter finns listade i Catalogue of Life.